# Црква Преноса моштију Светог оца Николаја у Темишвару
Црква Преноса моштију Светог оца Николаја је православна црква у градском насељу Мехала, Темишвар, Румунија. Припада Епархији темишварској Српске православне цркве. Једна је од три српске православне цркве у Темишвару и историјски је споменик Румуније.

## Историја
Градња цркве је започета 1786. године када су се почели копати њени темељи, а завршена 1793. године када је обављено њено освећење. Унутрашњост храма је дорађена 1819. године, Георг Либлајтнер је израдио нову столарију, а Сава Петровић сликао иконостас. Када је рађено зидно сликарство није познато. Црква је страдала у догађајима 1848—1849. пошто је мађарска војска опседајући град, цркву претворила у шталу и одузела јој свих пет звона. Звона су коришћена за прављење топова. Оправке на спољашњем изгледу су уследиле 1854, затим 1879. као и више пута касније. До 1887. богослужења су била на српском и румунском језику, тада је формирана посебна румунска епархија и румунски верници су потом саградили свој цркву. У оквиру храма постоји црквени хор Зора из 1903. године, док је раније имао исповедаоницу, као и фудбалски тим који је играо утакмице у Србији и Хрватској.
Здање је споља у облику лађе са лучном олтарском апсидом, унутрашњост има мало наговештени облик крста, док је свод урађен посебном циглом. Зидно сликарство је веома оштећено, тако да се поједине сцене једва разазнају. У торњу се налазе пет звона и сатни механизам. Најстарије црквене књиге су из 18. века. Некада је било гробова у порти и цркви, од којих је сачувана само једна надгробна плоча на солеји. На своду храма постоји кружно оштећење, за које се верује да потиче из 1848. године.

## Иконостас
Иконостас има четири спрата и 54 иконе. Поред сликара Саве Петровића, на њему су радили резбар Михајло Јанић и позлатар Емануил Антоновић из Темишвара. 
Од иконостаса су приказане у соклу Свети Никола избавља Агриковог сина, Сусрет Марије и Јелисавете, Кушање Христа у пустињи и Усековање, на царским дверима Благовести, на бочним архангел Михаил, односно Рафаил, изнад бочних двери Сусрет Аврама са Мелхиседеком, односно Чудо умножавања хлебова, престоне иконе Свети Никола, Богородица, Спаситељ и Претеча, празничне иконе Рођење, Крштење, Вазнесење Христово, Силазак Светог Духа, Сретење, Улазак у Јерусалим, Благовести, Васкрсење, Преображење Христово, Успење, Ваведење, Рођење Богородичино, централна икона Тајна вечера, следећи регистар иконе Светих апостола, у луку тематски склоп Распећа и бочно са обе стране старозаветни пророци. Иконостас са резбом и иконама се пружа и преко певничких простора, завршавајући се тек на Богородичином, односно архијерејском престолу.